# Modła (powiat kaliski)
Modła – wieś w Polsce położona w województwie wielkopolskim, w powiecie kaliskim, w gminie Opatówek.
Miejscowość wchodzi w skład sołectwa Warszew.
W latach 1975–1998 miejscowość administracyjnie należała do województwa kaliskiego.

## Charakterystyka
Modła – jest to mała miejscowość w powiecie kaliskim. Leży w połowie drogi między Rajskiem a Marchwaczem.
Miejscowość nie posiada żadnych zabytków, nie licząc krzyża z 1952 roku, który wyznacza środek wsi.
Wieś została już wymieniona w 1410 roku. Od tego czasu licznie zmieniała swoich właścicieli: kasztelan lędzki Wojciech z pobliskiej Krowicy herbu Korab, Jan z Łaska, Andrzej z Krowicy, Maciej z Krowicy, Jakub, Marcin, Jarosław z Łaska, rodzina Osieckich, Łukasz i Maciej Birnadzcy herbu Pomnian, Anna Radlicka, Jadwiga z Parczewskich, Jan (kanonik łęczycki), Maciej Gliszczyński, Stanisław Gliszczyński.
Prawdopodobnie w latach 20. XIX w. Modła weszła w skład majętności Marchwacz i należała do Niemojowskich herbu Wierusz. W 3 ćw. XIX w. folwark modłski przyjął nazwę Wybranów.
Wiadomo też, że przez ten okres (między 1821 a 1840) zmienił się częściowo przebieg drogi od strony Marchwacza, która niegdyś łączyła się bezpośrednio z zakrętem drogi w stronę Rajska.
Przez te lata zmieniała się liczba domów i mieszkańców – dziś Modła liczy sobie 13 domów i 46 mieszkańców.
Mieszkańcy zajmują się głównie rolnictwem i ogrodnictwem